# Gargara mixtus
Gargara mixtus är en insektsart som beskrevs av Buckton. Gargara mixtus ingår i släktet Gargara och familjen hornstritar. Inga underarter finns listade i Catalogue of Life.